# OvenMaru 烤頂雞
OvenMaru 烤頂雞是一韓式炸雞連鎖專賣店，创立于1973年，於2014年進入台灣，在台灣曾有一家OvenMaru 烤頂雞，位於台北市大安區東區，在捷運忠孝復興站旁邊的復興南路，在2019年已結束營業。